# شارة الدبابات التذكارية
شارة الدبابات التذكارية ( بالألمانية: Kampfwagen-Erinnerungsabzeichen ) كانت زينة عسكرية لجمهورية فايمار مُنحت لطاقم الدبابات السابق الذي حارب في الحرب العالمية الأولى.
يُعرف رسميًا باسم الشارة التذكارية لطاقم الدبابات الألماني السابق (بالألمانية: Erinnerungsabzeichen für die ehemaligen Besatzungen deutscher Kampfwagen ) ويشار إليها عادةً باسم شارة الدبابة التذكارية أو ببساطة شارة الدبابة (Kampfwagenabzeichen). تظهر مسودات البطاقات في هذا العصر أنه كان يكتب أحيانًا باسم تانك أبزيشن.

## التاريخ والمعايير
تم وضع شارة الدبابة من قبل وزير الدفاع أوتو جيسلر في 13 يوليو 1921 وتم وضعها في Heeres-Verordnungsblatt Nr. 41 في 15 يوليو 1921. كان سيصدر للمحاربين القدامى في الحرب العالمية الأولى الذين تأهلوا من: كونهم طاقم (قائد أو سائق أو مدفعي أو محمل أو ميكانيكي أو إشارة) للدبابات؛ إما إيه7في أو Beutepanzer (دبابة تم الاستيلاء عليها)، وإما شاركوا في ثلاث هجمات مدرعة أو أصيبوا خلال هجوم مدرع.
كان على المستفيدين المحتملين التقدم بطلب إلى هيئة التفتيش على القوات الآلية للحصول على شهادة؛ يجب الحصول على الشارة الفعلية بشكل خاص. بسبب هذه الطريقة غير العادية للتطبيق، تم اعتماد الشارة رسميًا في 99 حالة فقط.